# Eucryphia cordifolia
Espèce
Synonymes
- Eucryphia glutinosa (Poepp. & Endl.) Baill.[2]
- Eucryphia nymansensis J.Bausch[2]
- Eucryphia patagonica Speg.[2]
- Fagus glutinosa Poepp. & Endl.[2]

Statut de conservation UICN

 NT  : Quasi menacé
Eucryphia cordifolia, aussi connu sous le nom d'ulmo, est une espèce d'arbres de la famille des Cunoniaceae, originaire du Chili et de l'Argentine. Son habitat naturel se situe le long de la cordillère des Andes, de 38 à 43°S, et jusqu'à 700 mètres d'altitude. C'est un arbre très élégant avec un tronc épais et une large cime et il peut mesurer plus de 40 m de haut. Il fleurit en février et mars, selon la latitude et l'altitude. Ses fleurs de couleur blanc-ivoire contiennent un nectar aromatique très apprécié, récolté par les abeilles pour fabriquer un miel commercialisé sous le nom de « miel d'ulmo ». Le fruit est une capsule d'environ 1,5 cm de long. Son bois est marron clair à marron, lourd, modérément ferme, assez dur et très résistant à la décomposition. Il est localement utilisé pour la construction et très souvent comme bois de chauffage.
Il a également été introduit sur la côte est du Pacifique Nord des États-Unis et il pousse bien en Écosse. Il est menacé par l'exploitation forestière et la perte de son habitat.